# Botánico australiano oficial de enlace
El botánico australiano oficial de enlace (acrónimo en inglés: ABLO) es un cargo estatal "en comisión", que dura doce meses, para un botánico australiano (o experto en Botánica australiana) en los Royal Botanic Gardens de Kew, Londres, Inglaterra, en el Reino Unido. 
La posición fue creada en 1937, y el primer ABLO fue Charles Gardner. El viaje, estadía y viáticos son pagados con fondos del Gobierno de Australia, y el salario habitual continúa siendo pagado por la Institución que le da empleo.
El cargo es supervizado por el "Australian Biological Resources Study, ABRS (Estudio de Recursos Biológicos Australianos), parte del Australian government's Department of the Environment and Heritage. Assessment and selection of candidates is undertaken by the Council of Heads of Australian Herbaria (CHAH), who advise the Australian Biological Resources Study Advisory Committee (ABRSAC) to recommend the Minister approve the appointment.

## Lista de Botánicos Australianos Oficiales de Enlace
- Charles Gardner (1937–1939)
- Cyril White	(1939)
- Mary Tindale (1949–1951)
- Nancy Burbidge (1952–1954)
- Patrick Morris (1956–1957)
- James Willis (1958–1959)
- Hansjörg Eichler (1961–1962)
- Lawrence Alexander Sidney Johnson (1962–1963)
- Stanley Blake (1964–1965)
- Michael Lazarides (1965–1966)
- Arthur Court (1966–1967)
- Alex George (1967–1968)
- Donald McGillivray (1969–1970)
- John Carrick (1970–1971)
- Leslie Pedley (1971–1972)
- George Chippendale (1972–1973)
- Helen Aston (1973–1974)
- Donald Blaxell (1974–1975)
- Andrias Kanis (1975–1976)
- John Maconochie (1976–1977)
- Bruce Maslin (1977–1978)
- Rodney Henderson (1978–1979)
- Ahmad Munir (1979–1980)
- Ian Brooker (1980–1981)
- Michael Crisp (1981–1982)
- Rex Filson (1982–1983)
- Surrey Jacobs (1983–1984)
- Nicholas Lander (1984–1985)
- Clyde Dunlop (1985–1986)
- Gordon Guymer (1986–1987)
- Judith West (1987–1988)
- Karen Wilson (1988–1989)
- Terry Macfarlane (1989–1990)
- Gregory Leach (1990–1991)
- Philip Short (1991–1992)
- Peter Weston (1992–1993)
- L.W. Jessup (1993–1994)
- Barry Conn (1994–1995)
- Robert Makinson (1995–1996)
- Donald Foreman (1996–1997)
- Kenneth Hill (1997–1998)
- Alex Chapman (1998–1999)
- Robert Chinnock (1999–2000)
- Rodney Seppelt (2000–2001)
- Neville Marchant (2001–2002)
- P.D. Bostock (2001–2002)
- R. Cowan (2002–2003)
- A. Wilson (2003–2004)
- Alex George (2004–2005)
- Juliet Wege (2005–2006)
- Jenny Tonkin (2006–2007)
- Jeremy Bruhl (2007–2008)
- Anthony (Tony) Edward Orchard (2008–2009)